# Фумане
Фумане (итал. Fumane) — коммуна в Италии, располагается в провинции Верона области Венеция.
Население составляет 3816 человек, плотность населения составляет 112 чел./км². Занимает площадь 34,29 км². Почтовый индекс — 37022. Телефонный код — 045.
Покровителем коммуны почитается святой Зенон Веронский. Праздник ежегодно празднуется 21 мая.
В мустьерских слоях пещеры Фумане возрастом 44,8 — 42,2 тысячи лет найдено 660 птичьих костей, относящихся к 22 видам. На костях четырёх видов птиц (бородач, кобчик, альпийская галка, вяхирь) сохранились царапины от каменных орудий. Мустьерские индустрии находятся в слоях A12-A11, A10, A9, A6-A5, A4, за ними следуют слои улуццианской культуры (A3) и протоориньякские (A2-A1 и D3).
В 1992 году в Фумане в слое возрастом 41 110 — 38 500 лет (протоориньяк) был обнаружен молочный зуб человека разумного (Homo sapiens), митохондриальный геном которого относится к гаплогруппе R*.

## Города-побратимы
- Траталиас, Италия
- Урдинаррайн, Аргентина
- Атапуэрка, Испания